# Liu Yue
Liu Yue (刘越S, Liú YuèP; 12 luglio 1975) è un ex calciatore cinese, di ruolo difensore.

## Palmarès

### Club

#### Competizioni nazionali
- Campionato cinese: 1

Shandong Luneng: 1999